# Andreï Doundoukov
Andreï Gennadyevitch Doundoukov (en russe : Андрей Геннадьевич Дундуков), né le 12 novembre 1966 à Yuzhno-Sakhalinsk, est un coureur soviétique du combiné nordique.

## Biographie
Il fait ses débuts internationaux en février 1985 dans la Coupe du monde à Léningrad, où il termine septième. Un an plus tard, il gagne le titre de champion du monde junior individuel à Lake Placid, ainsi que la médaille d'argent par équipes.
En 1987 à Oberstdorf, il prend part à ses premiers championnats du monde sénior, y remportant la médaille de bronze par équipes avec Sergey Chervyakov et Allar Levandi.
C'est en mars 1988, que Doundoukov monte sur premier podium en Coupe du monde avec une troisième place à Rovaniemi. Un an plus tard, il obtient son deuxième podium sur la Coupe de la Forêt-Noire à Schonach, juste avant de glaner la médaille d'argent individuelle aux Championnats du monde 1989 à Lahti, épreuve remporté par Trond Einar Elden.
Finalement en 1991, alors qu'il a manqué les Championnats du monde, il s'offre son plus grand succès à la course de Coupe du monde à Holmenkollen, soit son troisième et dernier podium à ce niveau.
Il dispute son ultime compétition internationale aux Jeux olympiques d'hiver de 1992 dans la délégation de l'Équipe unifiée, pour se classer onzième en individuel.

## Palmarès

### Jeux olympiques
| Épreuve / Édition | Calgary 1988 | Albertville 1992 |
| Individuel        | 12e          | 11e              |
| Par équipes       |              | 11e              |

### Championnats du monde
| Épreuve / Édition | Oberstdorf 1987 | Lahti 1989 |
| Individuel        | 14e             | Argent     |
| Par équipes       | Bronze          | 4e         |

### Coupe du monde
- Meilleur classement général : 8e en 1989 et 1990.
- 3 podiums individuels : 1 victoire, 1 deuxième place et 1 troisième place.

#### Victoires individuelles
| Saison    | Lieu                         |
| 1989-1990 | Holmenkollen (K-120 / 15 km) |

#### Classements en Coupe du monde
| Année     | Classement général final |
| 1984-1985 | 27e                      |
| 1986-1987 | 14e                      |
| 1987-1988 | 11e                      |
| 1988-1989 | 8e                       |
| 1989-1990 | 8e                       |
| 1990-1991 | 20e                      |
| 1991-1992 | 26e                      |